# Eugenio Berardi
Eugenio Berardi (Lugo, 8 giugno 1921 – Ravenna, 15 luglio 1977) è stato un ingegnere e imprenditore italiano.

## Biografia
Eugenio Berardi nacque nel 1921 a Bizzuno, frazione di Lugo da una famiglia di agricoltori.
Dopo aver combattuto nella seconda guerra mondiale e subito la prigionia in Germania, per cui riceverà una croce al merito nel 1962, si laurea in ingegneria a Bologna nel 1949 e l’anno successivo si iscrive all’albo e inizia la professione. Apre il primo studio a Lugo nel Pavaglione; poi nel 1954 dopo il matrimonio con la professoressa Marinella Ragazzini (figlia di Vittorio, latinista e Preside del Liceo Classico faentino dal 1939 al 1958, insignito della medaglia d’oro per meriti culturali nel 1958 dal Presidente della Repubblica) si trasferisce nella città manfreda e imprime alla professione una dimensione imprenditoriale. 
Nessuno in questa Romagna del dopoguerra era disponibile a seguire le idee utopistiche dell’ing. Eugenio Berardi; in quel periodo l’edilizia corrente era quella delle case, condomini, fabbriche, magazzini; per questo affrontò direttamente il problema e fondò nel 1956 la Società Immobiliare Marinella (dal nome della moglie).
La società doveva promuovere la costruzione di grattacieli in riviera a cui nessuno aveva ancora pensato e così in pochi anni verranno alla luce il grattacielo di Milano Marittima di 23 piani nel 1957 e quello di Cesenatico di 35 piani nel 1958. L’ing Berardi dedicò il grattacielo di Milano Marittima e poi quello di Cesenatico alla moglie Marinella (Condominio Marinella 1 e 2, mentre l’hotel del Marinella 1 prese il nome della prima figlia Rosella nata nel 1957 e quello di Cesenatico diventò hotel Genny dal nome della seconda figlia nata nel 1958).
Quando nel 1957 venne inaugurato quello di Milano Marittima, alto 90 m (primo grattacielo balneare italiano) e nel 1958 quello di Cesenatico alto 118 m (il più alto d’Italia e del mondo in cemento armato), pochi erano gli edifici verticali e tutti inseriti in ambito urbano:
- la torre Littoria di Torino del 1934, alta 87 m su progetto di Armando Meli de Villa
- la torre Piacentini di Genova del 1940, alta 108 m su progetto di Marcello Piacentini e Angelo Invernizzi
- la torre Breda di Milano del 1954, alta 116 m su progetto di Eugenio Soncini, Ermenegildo Soncini e Luigi Mattioni

Le poche costruzioni per finalità turistiche, di una certa altezza, sono i due hotel a torre di Sestriere (1932) e la torre di 52 m della Colonia Edoardo Agnelli di Marina di Massa (1933).L’unicità dei grattacieli di Berardi risiede però nella filosofia del progetto; Berardi concepisce il grattacielo per la vacanza al mare, impone la realizzazione di servizi centralizzati e il mix di funzioni, la terrazza belvedere sul tetto, l’hotel e il ristorante.
Fra le innovazioni si cita ad esempio il sistema che dalle cucine dell’hotel faceva arrivare automaticamente a tutti i piani il servizio ristorazione.
Un terzo grattacielo, che sarebbe dovuto sorgere nel 1966 in località Lido Adriano non fu autorizzato dalla Soprintendenza per la riviera romagnola; una struttura alta 120 m adiacente ad una nuova darsena, con ristorante, night e belvedere agli ultimi piani, il tutto accessibile da una cabinovia ancorata al molo sud che sbarcava a 100 m di altezza e con un ascensore panoramico diretto e veloce. Nel 1976 sposò Rosetta Lavatura, una pittrice di origini siciliane .

## Opere principali
- 1957 Grattacielo di Milano Marittima
- 1958 Grattacielo di Cesenatico
- 1970 Grand Hotel Adriano, Lido Adriano